# I Look So Good (Without You)
«I Look So Good (Without You)» es el segundo sencillo del álbum debut de la cantante pop y Country Jessie James, lanzado el 4 de agosto de 2009. 

## Información de la canción
La canción es el segundo sencillo y primera balada de la cantante , escrita por ella misma, Rodney "Darkchild" Jerkins , S. Kotecha. La canción habla sobre el rechazo que vive una chica por su propio novio y el arrepentimiento del mismo, además de decir que se siente mucho mejor sin ál. Es una canción que llama al optimismo y a la fuerza en la mujer.

## Video
El video musical de I Look So Good (Without You) fue grabado el 4 de agosto en Malibú EUA, fue dirigido por Chris Baldwin.
Fue estrenado por la cadena musical Mtv.

## Lanzamiento
La canción fue lanzada por las radios de Estados Unidos el 4 de agosto de 2009 y al mismo tiempo en la tienda de Itunes.

## Posiciones
| Listas (2009)          | Posiciones |
| ---------------------- | ---------- |
| U.S. Billboard Hot 100 | TBA        |